# Eric Demunster
Ne doit pas être confondu avec Lucien De Munster.
Eric Demunster (parfois écrit De Munster), né le 6 février 1942 à Poperinge et mort le 24 avril 2023 à Waregem, est un coureur cycliste belge, professionnel de 1965 à 1970.

## Biographie
En 1966 et 1967, il court pour l'Équipe cycliste Groene Leeuw.

## Palmarès
- 1963
  - 3e étape secteur A de la Ronde des Flandres
- 1965
  - 3e du Circuit du Port de Dunkerque
- 1966
  - Circuit des monts du sud-ouest
  - Ruddervoorde Koerse
  - 8e étape du Tour de Catalogne
  - Flèche côtière
  - Textielprijs
  - 3e du Circuit des Trois Provinces (Avelgem)
- 1967
  - Circuit des monts du sud-ouest
  - 2e de Kuurne-Bruxelles-Kuurne
  - 2e du Omloop van de Westkust
  - 2e du Grand Prix d'Orchies
  - 3e du Circuit du Port de Dunkerque
- 1968
  - 10e du Grand Prix de Denain
- 1970
  - Textielprijs
  - 4e du Grand Prix de Denain

## Résultats sur le Tour d'Espagne
1 participation :
- 1966 : 51e